# Platydema subfascium
Platydema subfascium es una especie de escarabajo del género Platydema, tribu Diaperini, familia Tenebrionidae. Fue descrita científicamente por Walker en 1858.

## Hábitat
Se ha encontrado a altitudes de hasta 500 metros.

## Distribución
Se distribuye por Japón, Taiwán, Filipinas, islas Molucas y Nueva Guinea.